# نادي باريس سان جيرمان لكرة اليد
نادي باريس سان جيرمان لكرة اليد هو نادي كرة يد في فرنسا. تأسس في سنة 1941. يلعب في الدوري الفرنسي لكرة اليد. فاز بالدوري في مواسم 2012–13، 2014–15 و2015–2016. من أبرز اللاعبين الذين لعبوا معه سيدريك سورهايندو.

## أعلام
- نديم رميلي